# هارفي غرين
هارفي غرين (بالإنجليزية: Harvey Green)‏ هو لاعب كرة قاعدة أمريكي، ولد في 9 فبراير 1915 في كينوشا في الولايات المتحدة، وتوفي في 24 يوليو 1970 في فرانكلين في الولايات المتحدة.

## وصلات خارجية
- هارفي غرين على موقعبيزبول رفرنس.كوم (الدوري الرئيسي) (الإنجليزية)
- هارفي غرين على موقعبيزبول رفرنس.كوم (الدوري الثانوي) (الإنجليزية)